# Набережночелнинская епархия
Набережночелнинская епархия (тат. Яр Чаллы епархиясе) — епархия Русской православной церкви в административных границах Набережных Челнов; Агрызского, Елабужского, Менделеевского, Мензелинского и Тукаевского районов Республики Татарстан. Входит в состав Татарстанской митрополии.

## История
Епархия создана 25 июля 2024 года решением Священного Синода в ответ на прошение митрополита Кирилла. Её территория была выделена из состава Казанской епархии. Главе епархии Синод постановил иметь титул «Набережночелнинский и Елабужский».

## Епископы
с 1 сентября 2024 — Гавриил (Мельников)

## Благочиния
Епархия разделена на 2 благочиния:
- Елабужское — иеромонах Кирилл (Забавнов) (настоятель Спасского собора Елабуги).
- Закамское — протоиерей Андрей (Дубровин) (настоятель Свято-Вознесенского собора Набережных Челнов).